# Larry ten Voorde
Larry ten Voorde, född den 2 oktober 1996 i Enschede, är en nederländsk racerförare.